# أندرياس جلينياداكيس
أندرياس جلينياداكيس (باليونانية: Ανδρέας Γλυνιαδάκης)‏ مواليد 26 أغسطس 1981، هو لاعب كرة سلة يوناني ويحمل الرقم 55. يبلغ طوله 7 قدم 1 بوصة (2.2 م).

## الميداليات
| الميدالية | المسابقة                         |
| --------- | -------------------------------- |
| برونزية   | بطولة أمم أوروبا لكرة السلة 2009 |

## روابط خارجية
- أندرياس جلينياداكيس على موقع الاتحاد الدولي لكرة السلة (الإنجليزية)
- أندرياس جلينياداكيس على موقع الدوري الأوروبي لكرة السلة (الإنجليزية)
- أندرياس جلينياداكيس على موقع إن بي أي (الإنجليزية)
- أندرياس جلينياداكيس على موقع سبورتس رفرنس (الإنجليزية)
- أندرياس جلينياداكيس على موقع كرة السلة الأوروبية.كوم (الإنجليزية)
- أندرياس جلينياداكيس على موقع ريلجم (الإنجليزية)
- أندرياس جلينياداكيس على موقع بروبوليرز (الإنجليزية)
- أندرياس جلينياداكيس على موقع سبورتس رفرنس (الإنجليزية)
- أندرياس جلينياداكيس على موقع سبورتس رفرنس (الإنجليزية)
- أندرياس جلينياداكيس على موقع أوليمبيديا (الإنجليزية)